# Немирівка (Хмельницький район)
Неми́рівка — село в Україні,  у Старокостянтинівській міській громаді Хмельницького району Хмельницької області (Україна). Населення — 187 осіб. До 2020 орган місцевого самоврядування — Сахнівецька сільська рада.

## Історія
7 (20) листопада 1917 року, відповідно до.Третього Універсалу Української Центральної Ради, увійшло до складу Української Народної Республіки.
12 червня 2020 року, відповідно до розпорядження Кабінету Міністрів України № 727-р «Про визначення адміністративних центрів та затвердження територій територіальних громад Хмельницької області», увійшло до складу Старокостянтинівської міської громади.
19 липня 2020 року, після ліквідації Старокостянтинівського району, село увійшло до Хмельницького району.

## Відомі люди
Немирівка — батьківщина естрадного співака, народного артиста України Миколи Гнатюка.